# Лищенко, Николай Афанасиевич
Лищенко Николай Афанасиевич (15 декабря 1923, Липки, Киевская губерния — 21 декабря 2001, Черновцы) — советский украинский историк, кандидат исторических наук, декан исторического факультета Черновицкого университета 1954—1958 и 1971—1975, заведующий кафедры истории Украины 1968—1971 и 1976—1980. Участник Великой Отечественной войны. Заслуженный работник высшей школы УССР.

## Биография
Родился в селе Липки Житомирской области, УССР.
В 1941 году воевал на Западном фронте против немецких войск. Был ранен в 1943 году, демобилизирован.
После восстановления учился на историческом факультете Киевского университета. Защитил кандидатскую диссертацию на тему: «Рабочие движения на Юге Украины во время революции 1905—1907 гг.»
В 1954 году начал работать в Черновицком университете на кафедре истории Украины. В этом же году назначен деканом исторического факультета. Из-за плохого здоровья оставил должность.
В 1968 году возглавил кафедру истории Украины но покинул пост из-за назначения во второй раз главой факультета.
В 1975 году вновь оставил пост декана и остановился на работе заведующего кафедрой вплоть до 1980 года.
В 1999 году вышел на пенсию.
Умер 21 декабря 2001 года, похоронен на Центральном кладбище города Черновцы.